# Homer passeur scolaire
Homer passeur scolaire est un épisode de la série télévisée d'animation Les Simpson. Il s'agit du premier épisode de la trente-cinquième saison et du 751e de la série.

## Synopsis
Après qu’Otto ait mangé des brownies au LSD, les élèves de l'école élémentaire de Springfield sont obligés de marcher jusqu’à l’école sous la supervision des agents de circulation, avec Homer qui se joint accidentellement à eux comme parent volontaire. Au début, la situation semble difficile, mais quand Homer sauve la vie de Ralph Wiggum, les agents de circulation deviennent une association renommée en ville, accaparant progressivement les financements de Springfield. Homer commence aussi à avoir une opinion un peu trop élevée de lui-même.

## Réception
Lors de sa première diffusion, l'épisode a attiré 3,58 million de téléspectateurs.